# Georgiens herrlandslag i rugby union

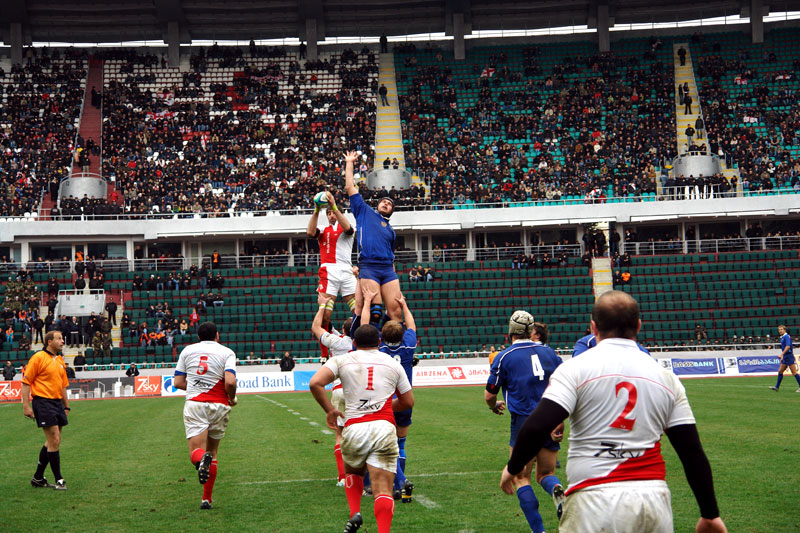
Georgien i en match mot Ryssland på Boris Paitjadze-stadion, år 2007.

Georgiens herrlandslag i rugby union representerar Georgien i rugby union på herrsidan. Landslaget spelar sina hemmamatcher på Boris Paitjadze-stadion i Tbilisi. Även Georgiens herrlandslag i fotboll spelar på samma arena.
Laget spelade sin första match den 12 september 1989 i Kutaisi, och vann med 16-3 mot Zimbabwe.

### Fotnoter
1. ↑  ”Rugby International”. http://www.rugbyinternational.net/countries/georgia.htm. Läst 26 augusti 2011.